# Laurent Capmas
Laurent Capmas, né en 1971 à Bordeaux, est un photographe français.

## Biographie
Il a notamment travaillé pour Playboy, Newlook, 7magazine, Maximal et Canal+, ainsi que pour l'agence Icon Sport couvrant des évènements comme la ligue 1 de football et la ligue 2 de football. Installé depuis quelques années à la Réunion,. Il est également correspondant pour l'agence Reuters. En 2009 et 2010, il crée un calendrier "Beautés de Bourbon". Il participe au magazine FreakSurf.
Il a répondu à plusieurs interview,,,. Dans une interview de photovore, il explique qu'il est très vite pris par la photographie.

## Exposition
En 2008, une exposition permanente qui lui est consacré à Londres.

## Récompenses et distinctions
| Date | Catégorie         | Médaille |
| ---- | ----------------- | -------- |
| 2012 | Mariage           | or,      |
| 2014 | Photo Commerciale | argent   |
| 2016 | Photo de Nu       | bronze   |
| 2016 | Reportage         | bronze   |
| 2016 | Mariage           | bronze   |

Entre 2012 et 2016, à l'occasion des concours nationaux annuels des « Médailles de la Photographie Professionnelle Française » dans 8 catégories, organisés par le Groupement national de la photographie professionnelle (GNPP), il reçoit plusieurs médailles dans différentes catégories, ces récompenses sont résumées dans le tableau ci-dessus.
En 2015, il obtient le titre de « meilleur portraitiste de France » pour 4 ans, décerné par le GNPP.
En 2019, son titre est renouvelé pour quatre ans.